# Ružica Sokić
Ružica Sokić (Beograd, 14. prosinca 1934. – Beograd, 19. prosinca 2013.) bila je srbijanska glumica. Bila je članica kazališta Atelje 212. Dobila je nagrade „Velika Žanka“ 2007. i „Dobričin prsten“ 2011. godine.

## Životopis
Rođena je 1934. u Beogradu kao kći trgovca i suvlasnika lista „Pravda“ Petra Sokića (1893. — 1964.). Još kao djevojčica sudjeluje u Dječjoj radio-dramskoj grupi Radio-Beograda, a godine 1958. diplomirala je glumu na Akademiji za kazališnu umjetnost u Beogradu. 
Kraće vrijeme bila je članica Suvremenog kazališta, ubrzo prelazi u Atelje 212, gdje će brojnim ulogama (prvenstveno suvremenog i domaćeg repertoara) otkriti i potvrditi dar „rođene glumice“. Glumila je u oko 40 filmova; već za prvu ulogu („Gorki dio reke“, 1965., J. Živanovića) nagrađena je Srebrnom arenom na festivalu u Puli. Najveće uspjehe ostvarila je glavnim ulogama pjevačice u filmu „Kad budem mrtav i beo“ (Ž. Pavlovića, 1967.) i prostodušne uličarke u filmu „Žuta“ (V. Tadej, 1973.), za koju je u Puli nagrađena Zlatnom arenom. Zapažena je i na televiziji (igrala je i u istimenom komadu G. Mihića u Ateljeu 212), te sporednom ulogom majke kojoj sin gine u borbi u „Užičkoj republici“ (Ž. Mitrović, 1974.), za koju je također nagrađena Zlatnom arenom. 
Zapažena je i na televiziji (npr. komedije B. Crnčevića i A. Popovića, televizijske serije „Rađanje jednog naroda“, „Zanati“, „Samci“ i dr.). Za svoj filmski i kazališni rad dobila je brojne nagrade i priznanja (npr. na Sterijinom pozorju, Nagrada Pavle Vuisić, Velika Žanka).
Tijekom 2010. objavila je knjigu sjećanja „Strast za letenjem“.
Umrla je nakon duge i teške bolesti u Beogradu 2013. godine.